# Désiré Girouard
Désiré Girouard (7 juillet 1836-22 mars 1911) est un écrivain, avocat et homme politique fédéral du Québec.

## Biographie
Né à Saint-Timothée, dans le Bas-Canada, il étudie d'abord au collège des Frères des écoles chrétiennes (1848–1850) à Beauharnois, puis au Petit séminaire de Montréal (1850–1857). À l'Université McGill, il obtient un baccalauréat en droit en 1860. Il devint membre du Barreau du Québec la même année. 
Durant les élections de 1872 et de 1874, il tenta sans succès de se faire élire dans les circonscriptions de Jacques-Cartier et de Beauharnois. Il parvint à se faire élire député conservateur lors des élections de 1878 dans Jacques-Cartier. Réélu en 1882, 1887 et en 1891, il démissionna en 1895 pour accepter un poste de juge à la Cour suprême, poste qu'il occupa jusqu'à sa mort en 1911. Il a été enterré au Cimetière Notre-Dame-des-Neiges, à Montréal.
Simultanément à sa fonction de député, il devint le premier maire de la ville de Dorval. De plus, le Girouard Building du Collège militaire royal du Canada, situé à Kingston en Ontario, est nommé en son honneur.
Son fils, Sir Percy Girouard (en), est gouverneur du protectorat d'Afrique orientale britannique (aujourd'hui Kenya).